# Maurice Fischer
Maurice Fischer, né le 23 janvier 1903 à Anvers et mort le 19 août 1965 à Zurich, est un diplomate israélien.

## Biographie
Maurice Fischer émigre en Palestine en 1930 et combat dans les Forces françaises libres pendant la Seconde Guerre mondiale.
En 1949, il est nommé comme premier ambassadeur en France,. Il est ensuite ambassadeur en Turquie de 1953 à 1957, avant de revenir au ministère des Affaires étrangères à Jérusalem, où il occupe les fonctions de directeur du département Amérique latine puis de directeur général adjoint et directeur du département Europe occidentale.
En 1961, il est nommé ambassadeur en Italie, où il demeure jusqu'à sa mort en fonction en 1965 à Zurich,.